# Миногоподобни
Миногоподобните, още миноги (Petromyzontiformes), са безчелюстни животни (разговорно неправилно определяни като риби), с назъбена фуниевидна уста, която повечето видове използват, за да паразитират, като смучат кръв от риби. В действителност миногите не са истински риби, поради значителните различия в строежа и филогенетичния си произход.
Класът на срещащите се днес миноги, Cephalaspidomorphi, традиционно се поставя в парафилетичния надклас Agnatha. Филогенетично, всички срещащи се в днешно време миноги попадат в монофилетичната група Hyperoartia, съдържаща още много други, изчезнали видове. Самото разделение на Hyperoartia често не включва класа Cephalaspidomorphi, а поставя разреда на миногите (Petromyzonta / Petromyzontiformes) на място, съобразено с филогенетичния анализ на изчезналите видове.

## Разпространение
Речната минога живее в солена вода, а именно – всички морета, които мият бреговете на Европа, Северна Америка и Япония. Обитава крайбрежните води и се изкачва в реките, за да хвърли хайвера си, като понякога остава за дълго в големи реки и сладководни басейни.
В България миногата обитава изключително река Дунав, в която се размножава, изкачвайки се от Черно море.
Миногата е записана в Червената книга на България.

## Начин на живот и хранене
Възрастните миноги паразитират по рибите. Те се „залепят“ към тях с устната им вендуза, а чрез снабдения със зъби език прогризват дупка в тялото на „жертвата“. По този начин, те буквално „изпиват“ кръвта и месото ѝ, а след като не остане нищо от нея, миногата се отправя в търсене на нова жертва.

## Размножаване
Хайвера си миногата хвърля в края на пролетта – началото на лятото. Интересно е да се отбележи, че някои миноги навлизат в реката за размножаване през периода август-ноември, а други през пролетта. Така, едните хвърлят хайвера си непосредствено след влизането им в реката, а други прекарват в нея дълги месеци, като през това време не се хранят с нищо. Всяка женска изхвърля средно около 22 хиляди зърна хайвер. Самците по правило се доста по-дребни от женските. Личинките се излюпват на 11-14 ден след оплождането. Те много приличат на малки (3,2 mm), светло-жълти червейчета. При достигане на дължина от 6 mm, те се заравят в грунда. 15-20 дневните личинки напускат мястото на излюпването си и биват отнасяни надолу от течението на реката. Личинковият стадий при миногата продължава 4-5 години.

## Риболов
Миногата не представлява интерес за спортния риболов, но на някои места в света я ловят по особен начин, при това в големи количества. Тъй като знаят, че през нощта миногата се изкачва нагоре по течението, за да хвърли хайвера си и едновременно с това се крие в различни закътани места през деня, много рибари по големите руски реки залагат специални капани. Те представляват конусовидни снопове от тръстика, завързани за въже, което е потопено напряко на реката така, че отворите да сочат по посока на течението. През известно време въжето се изважда, като от капаните се изваждат скрилите се вътре миноги.

## Класификация
Разред Миногоподобни
- Семейство Geotriidae Gill, 1893
  - Род Австралийски миноги (Geotria) Gray, 1851 – 1 вид
- Семейство Mordaciidae Gill, 1893
  - Род Южни миноги (Mordacia) Gray, 1851 – 3 вида
- Семейство Миногови (Petromyzontidae) Bonaparte, 1831
  - Подсемейство Petromyzontinae Bonaparte, 1831
    - Род Американски сладководни миноги (Ichthyomyzon) Girard, 1858 – 6 вида
    - Род Морски миноги (Petromyzon) Linnaeus, 1758 – 1 вид

  - Подсемейство Lampetrinae Fowler, 1958
    - Род Каспийски миноги (Caspiomyzon) Berg, 1906 – 1 вид
    - Род Тризъби миноги (Entosphenus) Gill, 1862 – 6 вида
    - Род Зъбати миноги (Eudontomyzon) Regan, 1911 – 5 вида
    - Род Обикновени миноги (Lampetra) Bonnaterre, 1788 – 12 вида
    - Род Тихоокеански миноги (Lethenteron) Creaser & Hubbs, 1922 – 8 вида
    - Род Четиризъби миноги (Tetrapleurodon) Creaser & Hubbs, 1922 – 2 вида
- Семейство †Mayomyzontidae Bardack, 1971
  - Род †Mayomyzon Bardack & Zangerl, 1968 – 1 вид